# Маракович, Никола
Никола Маракович (сербохорв. Nikola Maraković / Никола Мараковић; 3 октября 1912, Хрватска-Костайница — 13 июня 1943, Милевина, близ Фочи) — югославский хорватский партизан времён Народно-освободительной войны, Народный герой Югославии.

## Биография
Родился 3 октября 1912 в Костайнице близ города Сисак. Родом из семьи среднего класса. Окончил начальную школу в родном городе, учился в гимназиях городов Костайница, Глин и Загреб. Поступил на юридический факультет Загребского университета. В революционном движении с 1933 года, был политическим активистом в Бановине. В 1935 году с десятком друзей был арестован в Костайнице по обвинению в антигосударственной деятельности, но из-за недостатка доказательств оправдан.
Маракович служил в югославской королевской армии в городе Требине. После демобилизации продолжил политическую агитацию в Бановине. В 1939 году основал академический дискуссионный клуб имени Анте Радича в Сисаке. Участвовал в вербовке добровольцев для участия в гражданской войне в Испании и помощи республиканцам. С 1939 года член Коммунистической партии Югославии.
В 1941 году после оккупации Югославии и прихода усташей к власти в Хорватии скрылся в подполье Сисака, где начал заниматься антифашистской деятельностью: организовывал саботажи и диверсии, закупал оружие и переправлял его в Бановину. В январе 1942 года выбрался на территорию, подконтрольную партизанам. С сентября 1942 года — командир 7-й банийской ударной бригады, с которой участвовал во многих боях Народно-освободительной войны. Сражался в битвах на Неретве и Сутьеске. В марте 1943 года оборонял занятый югославами город Прозор в течение 11 дней, защищая раненых; также участвовал в боях за Центральную больницу НОАЮ. В мае 1943 года произведён в полковники НОАЮ.
Погиб 13 июня 1943 близ деревни Милевина в битве на Сутьеске. Указом Верховного штаба НОАЮ от 6 июля 1943 посмертно награждён Орденом и званием Народного героя Югославии.